# Fehérorosz Légi- és Légvédelmi Erő
A Fehérorosz Légi- és Légvédelmi Erő (belarusz nyelven:  Ваенна-паветраныя сілы i войски супрацьпаветранай абароны [Vajenna-pavetranija szili i vojszki szupracpavetranaj abaroni] Fehéroroszország légterének védelméért felelős katonai szervezet, a Fehérorosz Fegyveres Erők része. Korábban, 1942-től a Szovjet Légierő 26. Légi Hadserege volt és az akkori Belorusz Szovjet Szocialista Köztársaság területén állomásozott. Parancsnoka 2006 novemberétől Ihar Pavlavics Azaronak, székhelye Minszkben. Megalakulása óta szoros kapcsolatban áll az Orosz Légierővel olyannyira, hogy 2009-ig azonos felségjelzést viseltek a két ország repülőgépei. 2009 közepétől a fehérorosz repülőgépek függőleges vezérsíkjain nemzetiszínű lobogó szerepel a vörös csillag helyett.

## Története
Maga az előd fehérorosz légierő 1942. május 5-én alakult meg, a Nyugati Front repülőcsapataiból, akkor még 1. Légi hadsereg néven. A vezérkar utasítására 1949. január 1-jén már mint 26. Légi hadsereg néven szerepel (ГШ ВС СССР № ОРГ 120026). 1980-ban ismét átnevezték, neve immár a Belarusz katonai körzet Légiereje (ГШ ВС СССР 1980 года № 314/1/00170). Nyolc évvel később, 1988. május 1-jén a Szovjetunió Védelmi Minisztériumának 0018. határozata (Decree № 0018) szerint a katonai körzet légiereje ismét a 26. Légi hadsereg nevet viseli. Négy évvel később, 1992. június 15-én a Fehérorosz Köztársaság Védelmi Minisztériumának 05. határozata (Decree № 05) szerint a 26. Légi hadsereg főparancsnoksága a Fehérorosz Köztársaság légierejének parancsnoksága névre változik.
A Fehérorosz Légi- és Légvédelmi Erő 2001-ben jött létre a Fehérorosz Fegyveres Erők önálló haderőnemeként, főként a népességi, mint régiók és városok, közigazgatási, ipari és gazdasági központok koncentrált légtérvédelmét látja el. Továbbá saját szárazföldi csapatainak ellenséges légitámadások elleni védelme, válaszcsapás indítása és a földi erők légi támogatása is feladata. Békeidőben az ország határainak védelme és a saját terület feletti légi rendészet a feladata. Az összes katonai és polgári repülőgépért felel a légtérben, amire a légvédelem „nem saját” azonosítást ad.
Repülőereje hat repülőezredből áll, melybe két elfogóvadász-, három csapásmérő- és egy felderítőezred állománya tartozik. Összlétszámát tekintve több mint 22 ezer főt számlál. Főbb légi támaszpontjaik: Balbaszava, Bobr, Lunyinyec, Maladzecsna, Pribjtki, Szmargony és Vicebszk repülőterei.

## Alakulatok
| Név                                                                                       | Eszközállomány | Település |
| ----------------------------------------------------------------------------------------- | -------------- | --------- |
| Légierő- és légvédelmi parancsnokság Командование Военно-воздушных сил и войск ПВО        |                | Minszk    |
| Északnyugati harcászati parancsnokság Северо-западное оперативно-тактическое командование |                |           |
| Nyugati harcászati parancsnokság Западное оперативно-тактическое командование             |                |           |
| 50. Vegyes légibázis 50-я смешанная авиабаза                                              |                |           |
| 206. Csapásmérő légibázis 206-я штурмовая авиационная база                                |                |           |
| 483. 483-я база охраны, обслуживания и обеспечения                                        |                |           |
| 8. Rádiótechnikai dandár 8-я радиотехническая бригада                                     |                |           |
| 49. Rádiótechnikai ezred 49-й радиотехнический полк                                       |                |           |
| 56. kommunikációs ezred 56-й Тильзитский отдельный полк связи                             |                |           |
| 83. Önálló repülőtér-műszaki ezred 83-й отдельный инженерно-аэродромный полк              |                |           |
| 56. Légvédelmirakéta-dandár 56-я зенитно-ракетная бригада                                 |                |           |
| 115. Légvédelmirakéta-dandár 115-я зенитно-ракетная бригада                               |                |           |
| 120. Jaroszlavszkaja légvédelmirakéta-dandár 120-я Ярославская зенитно-ракетная бригада   |                |           |
| 302. Légvédelmirakéta-dandár 302-я зенитно-ракетная бригада                               |                |           |
| 377. Légvédelmirakéta-ezred 377-й зенитно-ракетный полк                                   |                |           |

## Repülőgép-állomány
| Típus                       | Beszerzési hely     | Állományban [db] | Megjegyzés                                                                                               |
| --------------------------- | ------------------- | ---------------- | --- |
| MiG–29                      | Szovjetunió         | 40               | Legalább 5 darab SZ BM-mé átalakítva.                                                                    |
| Szu–27 Szu–27UB             | Szovjetunió         | 14 2             | Legalább 2 darab UB UBM1-é átalakítva. Ebből egy 2009. augusztus 30-án a radomi légi bemutatón lezuhant. |
| Szu–24K Szu–24MR            | Szovjetunió         | 23 12            | |
| Szu–25 Szu–25UB             | Szovjetunió         | 70 6             | |
| An–12BP                     | Szovjetunió         | 6                | |
| An–24                       | Szovjetunió/Ukrajna | min. 1           | Egy darabot Ukrajnától vettek át.                                                                        |
| An–26RT                     | Szovjetunió/Ukrajna | 6                | |
| Il–76MD                     | Szovjetunió         | 4                | |
| Tu–134A                     | Szovjetunió         | 1                | VIP-szállító, magas rangú vezetők szállítására.                                                          |
| L–39C                       | Csehszlovákia       | 6                | |
| Mi–24C Mi–24D Mi–24E Mi–24F | Szovjetunió         | 5 24 14 12       | |
| Mi–8                        | Szovjetunió         | 129              | Legalább 2 darab MT (Mi–17) átalakítva MTKO-ra.                                                          |
| Mi–6                        | Szovjetunió         | 15               | |
| Mi–26                       | Szovjetunió         | 14               | |

## Repülőesemények, balesetek
Az 1990-es évek első felében kevés repülőesemény volt a légierőnél. A 2009-es Szu–27UBM balesetét megelőzően csak 1997-ben, tizenkét évvel korábban volt géptöréses esemény.
- 1995. szeptember 12-én a Gordon Bennett hőlégballon kupa került megrendezésre a térségben. Annak ellenére, hogy a bemutatott repülési útvonalak alapján a légierő nem adott rá májusban engedélyt, mégis megrendezték, mely során három ballon átlépte az országhatárt. A légierő egyik Mi–24-ese lelőtt egy ballont, melynek kétfős amerikai személyzete a földbe csapódáskor életét vesztette, egy pedig kényszerleszállást hajtott végre. A harmadik az incidens után két órával, rossz időjárási körülmények között épségben leszállt. A kényszerleszállt ballon utasait előállították, vízumhiány miatt megbírságolták, később szabadon elengedték. Fehéroroszország eddig még nem kért sem bocsánatot, se nem fizetett kártérítést a hozzátartozóknak.
- 1996. május 23-án gyakorlórepülés közben lezuhant a légierő együléses Szu–27-ese. A pilóta, Vlagyimir Karvat elvezette a gépet egy falu közeléből, de már katapultálni nem tudott. Posztumusz megkapta a Fehéroroszország Hőse (Героя Беларуси) címet.
- 1997. május 24-én gyakorlórepülés közben lezuhant az egyik Szu–17, melyben a pilóta – Szergej Pogreban – életét vesztette.
- 2009. augusztus 30-án lezuhant a lengyelországi Radom légi bemutatón az egyik Szu–27UBM, melyben mindkét, magas rangú pilóta életét vesztette.